# Atletika na Letních olympijských hrách 2000 – 100 metrů ženy
Běh na 100 metrů žen na Letních olympijských hrách 2000 finále se uskutečnilo 23. září na Olympijském stadionu v Sydney. 

## Výsledky finálového běhu
| *                | jméno               | země                   | čas       |
| ---------------- | ------------------- | ---------------------- | --------- |
| Zlatá medaile    | nebyla udělena      |                        |           |
| Stříbrná medaile | Ekaterini Thanouová | Řecko                  | 11,12     |
| Stříbrná medaile | Tayna Lawrenceová   | Jamajka                | 11,18     |
| Bronzová medaile | Merlene Otteyová    | Jamajka                | 11,19     |
| 4                | Žanna Pintusevyčová | Ukrajina               | 11,20     |
| 5                | Chandra Sturrupová  | Bahamy                 | 11,21     |
| 6                | Sevatheda Fynesová  | Bahamy                 | 11,22     |
| 7                | Debbie Fergusonová  | Bahamy                 | 11,29     |
| -                | Marion Jonesová     | Spojené státy americké | DSQ 10,75 |